# Aries-Espénan
Pour les articles homonymes, voir Aries.
Aries-Espénan est une commune française située dans le nord-est du département des Hautes-Pyrénées, en région Occitanie. Sur le plan historique et culturel, la commune est dans la région gasconne de Magnoac, située sur le plateau de Lannemezan, qui reprend une partie de l’ancien Nébouzan, qui possédait plusieurs enclaves au cœur de la province de Comminges et a évolué dans ses frontières jusqu’à plus ou moins disparaitre.
Exposée à un climat océanique altéré, elle est drainée par le Gers, le Cier, le ruisseau de Jouau et par divers autres petits cours d'eau. La commune possède un patrimoine naturel remarquable composé d'une zone naturelle d'intérêt écologique, faunistique et floristique.
Aries-Espénan est une commune rurale qui compte 86 habitants en 2022, après avoir connu un pic de population de 370 habitants en 1856. Ses habitants sont appelés les Ariénanois ou  Ariénanoises.

## Géographie

### Localisation
La commune d'Aries-Espénan se trouve dans le département des Hautes-Pyrénées, en région Occitanie.
Elle se situe à 38 km à vol d'oiseau de Tarbes, préfecture du département, et à 14 km de Trie-sur-Baïse, bureau centralisateur du canton des Coteaux dont dépend la commune depuis 2015 pour les élections départementales.
La commune fait en outre partie du bassin de vie de Boulogne-sur-Gesse.
Les communes les plus proches sont : 
Devèze (1,5 km), Pouy (2,7 km), Castelnau-Magnoac (2,7 km), Villemur (2,9 km), Monléon-Magnoac (3,0 km), Betbèze (3,5 km), Cizos (3,8 km), Organ (3,8 km).
Sur le plan historique et culturel, Aries-Espénan fait partie de la région gasconne de Magnoac, située sur le plateau de Lannemezan, qui reprend une partie de l’ancien Nébouzan, qui possédait plusieurs enclaves au cœur de la province de Comminges et a évolué dans ses frontières jusqu’à plus ou moins disparaitre.
|                   | Sariac-Magnoac  | Betbèze |
| Castelnau-Magnoac | Aries-Espénan   | Devèze  |
| Cizos             | Monléon-Magnoac |         |

### Hydrographie

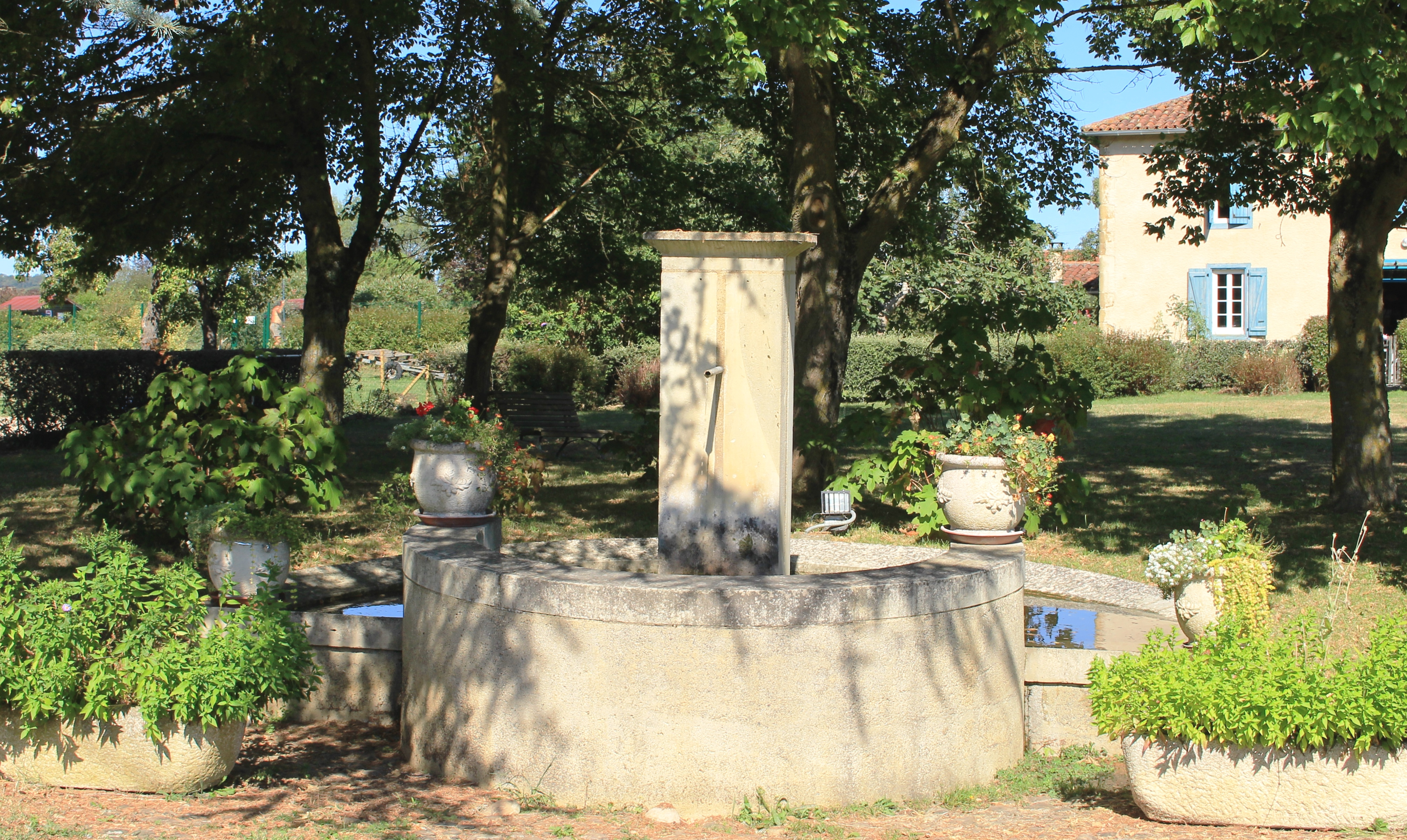
La fontaine.

Le ruisseau de Jouau, affluent de rive gauche du Gers, traverse la commune en partie sud-ouest de la commune.
 
La rivière du Gers traverse la commune du sud au nord à l'ouest du village.
 
Le ruisseau de Cier et le ruisseau d'Arroubin, affluents de rive droite du Gers, traversent la commune d'est en ouest.

Un canal traverse aussi le village, le canal de Jouau, pour alimenter le moulin de Furcat, provenant et se jetant dans la rivière du Gers.

### Climat
Le climat qui caractérise la commune est qualifié, en 2010, de « climat océanique altéré », selon la typologie des climats de la France qui compte alors huit grands types de climats en métropole. En 2020, la commune ressort du même type de climat dans la classification établie par Météo-France, qui ne compte désormais, en première approche, que cinq grands types de climats en métropole. Il s’agit d’une zone de transition entre le climat océanique et les climats de montagne et le climat semi-continental. Les écarts de température entre hiver et été augmentent avec l'éloignement de la mer. La pluviométrie est plus faible qu'en bord de mer, sauf aux abords des reliefs.
Les paramètres climatiques qui ont permis d’établir la typologie de 2010 comportent six variables pour les températures et huit pour les précipitations, dont les valeurs correspondent à la normale 1971-2000. Les sept principales variables caractérisant la commune sont présentées dans l'encadré ci-après.
| Paramètres climatiques communaux sur la période 1971-2000 - Moyenne annuelle de température : 12,7 °C - Nombre de jours avec une température inférieure à −5 °C : 2,2 j - Nombre de jours avec une température supérieure à 30 °C : 6,4 j - Amplitude thermique annuelle : 15 °C - Cumuls annuels de précipitation : 948 mm - Nombre de jours de précipitation en janvier : 9,9 j - Nombre de jours de précipitation en juillet : 6,7 j |

Avec le changement climatique, ces variables ont évolué. Une étude réalisée en 2014 par la Direction générale de l'Énergie et du Climat complétée par des études régionales prévoit en effet que la  température moyenne devrait croître et la pluviométrie moyenne baisser, avec toutefois de fortes variations régionales. Ces changements peuvent être constatés sur la station météorologique de Météo-France la plus proche, « Castelnau-Magnoac », sur la commune de Castelnau-Magnoac, mise en service en 1986 et qui se trouve à 3 km à vol d'oiseau,, où la température moyenne annuelle est de 12,6 °C et la hauteur de précipitations de 861,3 mm pour la période 1981-2010.
Sur la station météorologique historique la plus proche, « Tarbes-Lourdes-Pyrénées », sur la commune d'Ossun, mise en service en 1946 et à 46 km, la température moyenne annuelle évolue de 12,2 °C pour la période 1971-2000, à 12,6 °C pour 1981-2010, puis à 12,9 °C pour 1991-2020.

### Milieux naturels et biodiversité

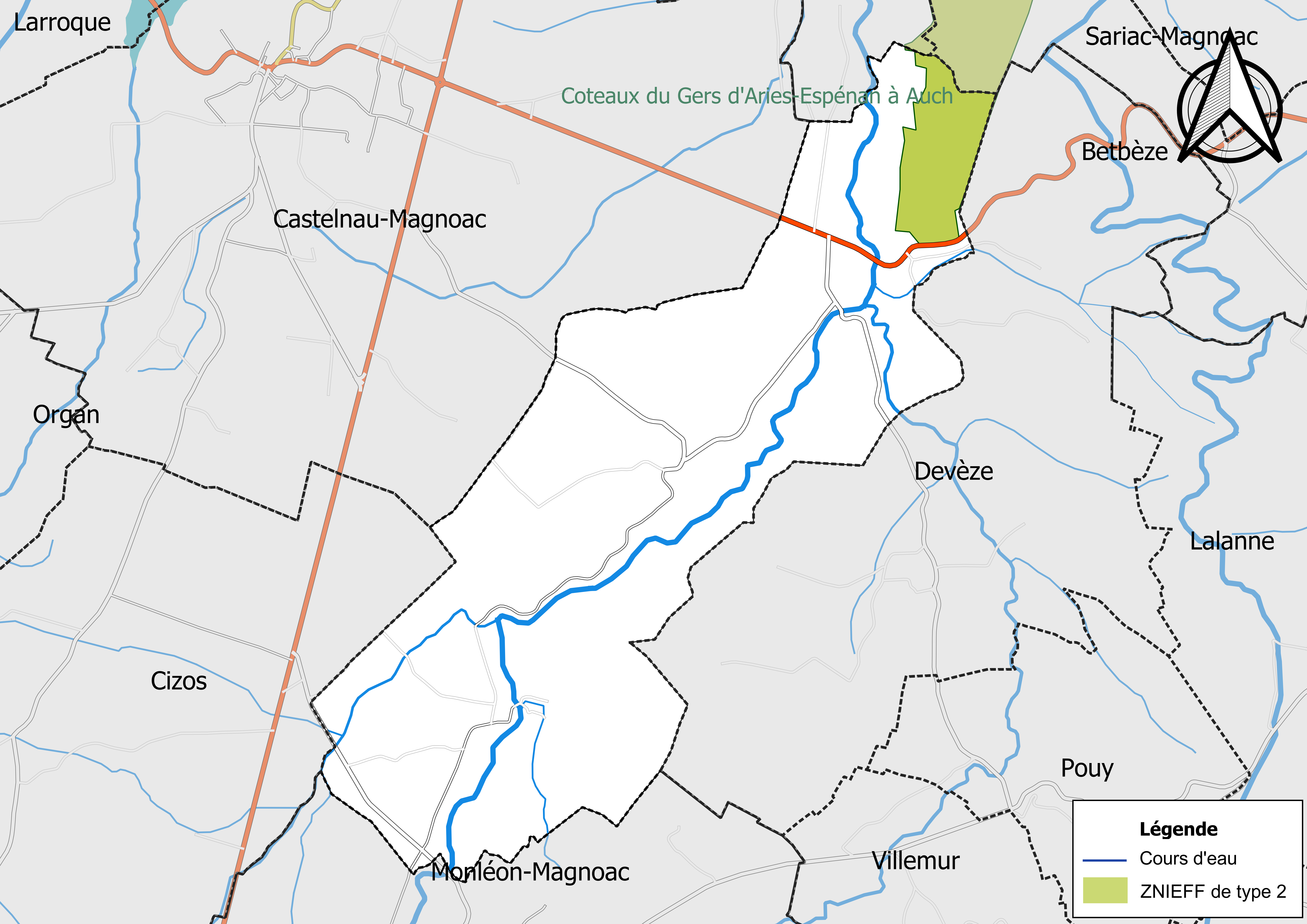
Carte de la ZNIEFF de type 2 localisée sur la commune.

L’inventaire des zones naturelles d'intérêt écologique, faunistique et floristique (ZNIEFF) a pour objectif de réaliser une couverture des zones les plus intéressantes sur le plan écologique, essentiellement dans la perspective d’améliorer la connaissance du patrimoine naturel national et de fournir aux différents décideurs un outil d’aide à la prise en compte de l’environnement dans l’aménagement du territoire.
Une ZNIEFF de type 2 est recensée sur la commune,
les « coteaux du Gers d'Aries-Espénan à Auch » (13 191 ha), couvrant 31 communes dont 28 dans le Gers et trois dans les Hautes-Pyrénées.

## Urbanisme

### Typologie
Au 1er janvier 2024, Aries-Espénan est catégorisée commune rurale à habitat très dispersé, selon la nouvelle grille communale de densité à sept niveaux définie par l'Insee en 2022.
Elle est située hors unité urbaine et hors attraction des villes,.

### Occupation des sols
L'occupation des sols de la commune, telle qu'elle ressort de la base de données européenne d’occupation biophysique des sols Corine Land Cover (CLC), est marquée par l'importance des territoires agricoles (75,7 % en 2018), une proportion identique à celle de 1990 (75,7 %). La répartition détaillée en 2018 est la suivante : 
terres arables (42,3 %), forêts (24,3 %), zones agricoles hétérogènes (16,9 %), prairies (16,5 %).
L'IGN met par ailleurs à disposition un outil en ligne permettant de comparer l’évolution dans le temps de l’occupation des sols de la commune (ou de territoires à des échelles différentes). Plusieurs époques sont accessibles sous forme de cartes ou photos aériennes : la carte de Cassini (XVIIIe siècle), la carte d'état-major (1820-1866) et la période actuelle (1950 à aujourd'hui).

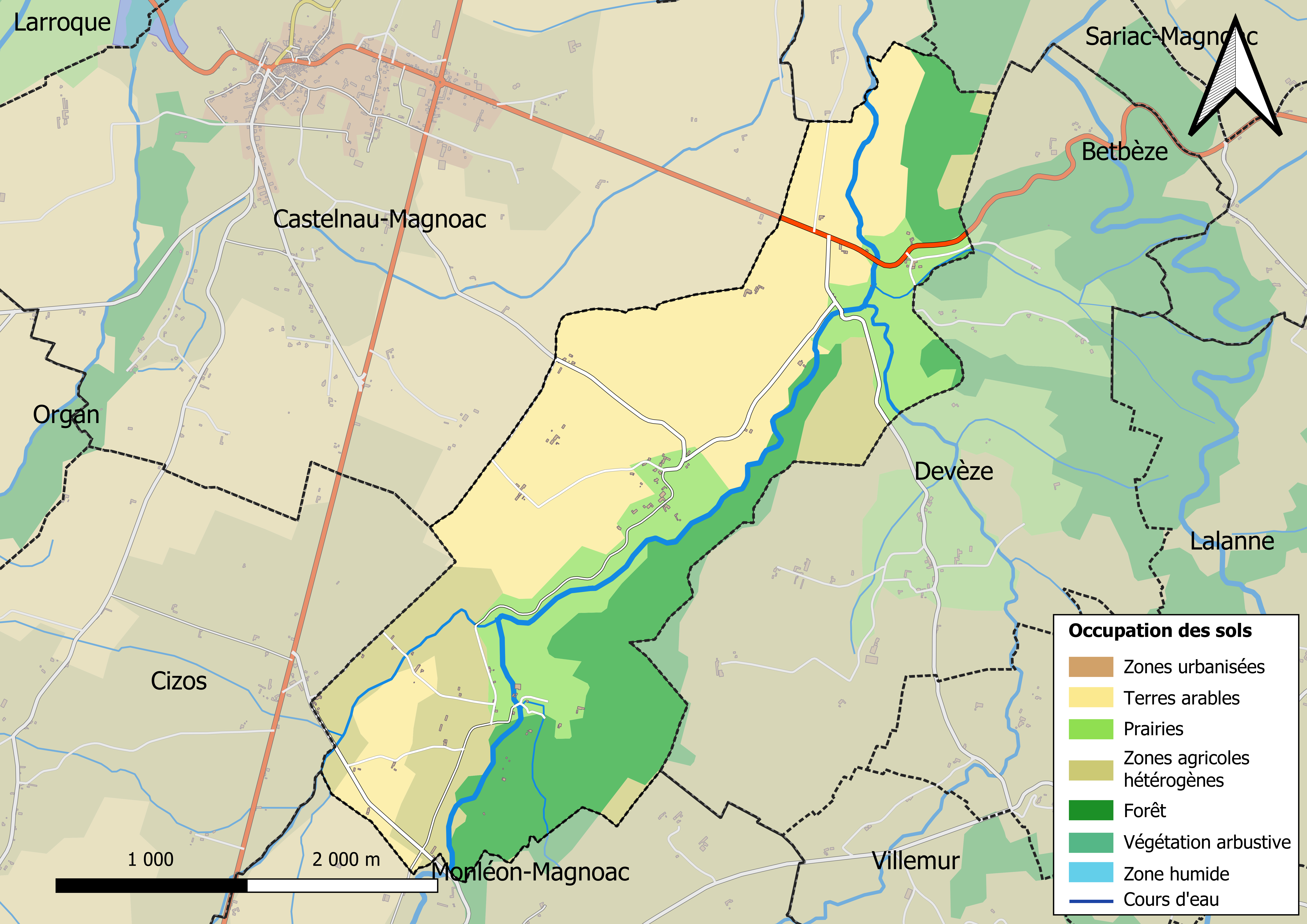
Carte des infrastructures et de l'occupation des sols en 2018 (CLC) de la commune.
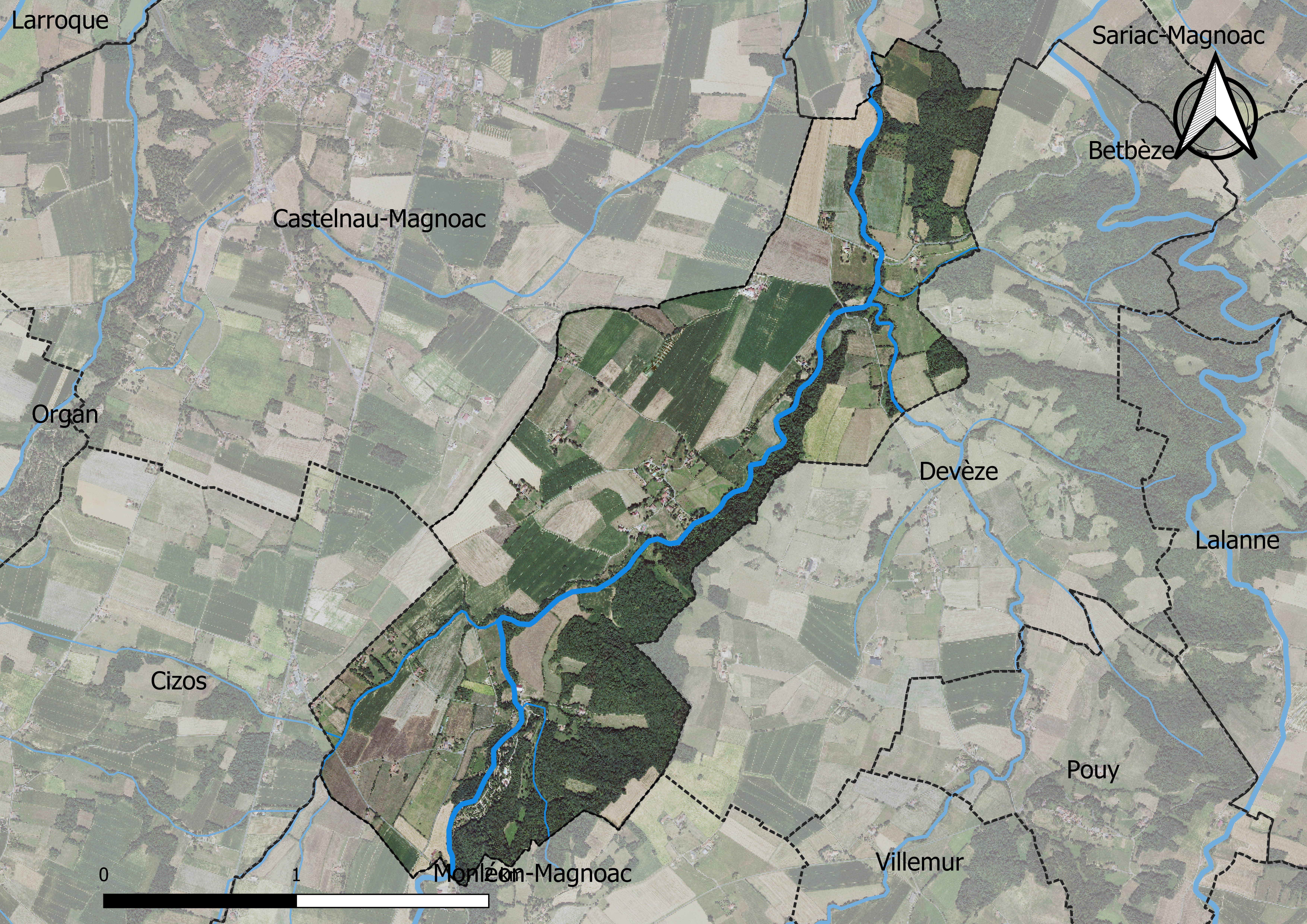
Carte orthophotogrammétrique de la commune.

### Logement
En 2012, le nombre total de logements dans la commune est de 49.

Parmi ces logements, 63.3 % sont des résidences principales, 26.5  % des résidences secondaires et 10.2 % des logements vacants.

### Voies de communication et transports
Cette commune est desservie par la route départementale D 632 et par la route départementale D 9.

### Risques majeurs
Le territoire de la commune d'Aries-Espénan est vulnérable à différents aléas naturels : météorologiques (tempête, orage, neige, grand froid, canicule ou sécheresse), inondations, mouvements de terrains et séisme (sismicité modérée). Un site publié par le BRGM permet d'évaluer simplement et rapidement les risques d'un bien localisé soit par son adresse soit par le numéro de sa parcelle.
Certaines parties du territoire communal sont susceptibles d’être affectées par le risque d’inondation par débordement de cours d'eau, notamment le Gers et le Cier. La cartographie des zones inondables en ex-Midi-Pyrénées réalisée dans le cadre du XIe Contrat de plan État-région, visant à informer les citoyens et les décideurs sur le risque d’inondation, est accessible sur le site de la DREAL Occitanie. La commune a été reconnue en état de catastrophe naturelle au titre des dommages causés par les inondations et coulées de boue survenues en 1982, 1999 et 2009,.
Aries-Espénan est exposée au risque de feu de forêt. Un plan départemental de protection des forêts contre les incendies a été approuvé par arrêté préfectoral le 21 avril 2020 pour la période 2020-2029. Le précédent couvrait la période 2007-2017. L’emploi du feu est régi par deux types de réglementations. D’abord le code forestier et l’arrêté préfectoral du 27 octobre 2014, qui réglementent l’emploi du feu à moins de 200 m des espaces naturels combustibles sur l’ensemble du département. Ensuite celle établie dans le cadre de la lutte contre la pollution de l’air, qui interdit le brûlage des déchets verts des particuliers. L’écobuage est quant à lui réglementé dans le cadre de commissions locales d’écobuage (CLE)

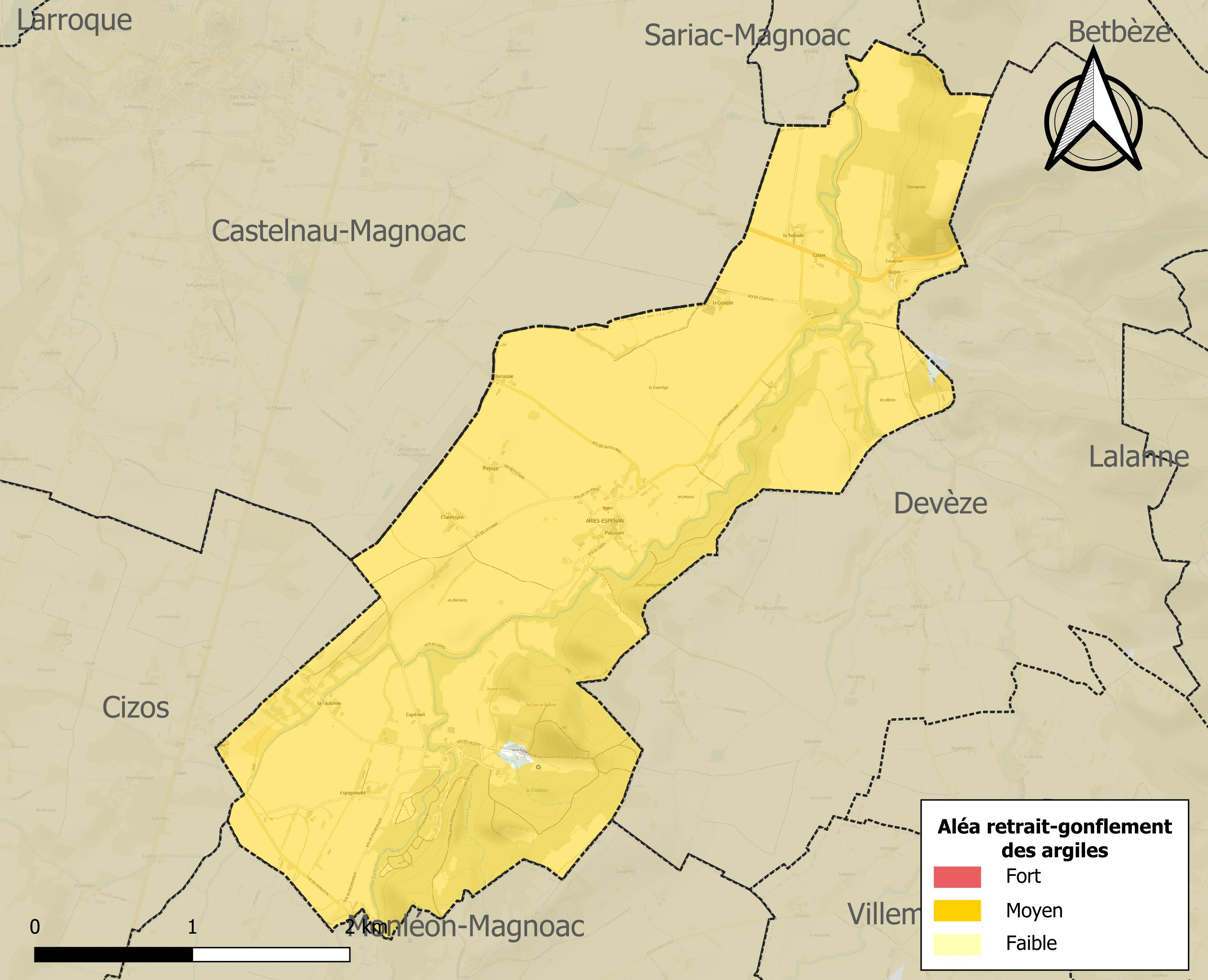
Carte des zones d'aléa retrait-gonflement des sols argileux d'Aries-Espénan.

Les mouvements de terrains susceptibles de se produire sur la commune sont des tassements différentiels.
Le retrait-gonflement des sols argileux est susceptible d'engendrer des dommages importants aux bâtiments en cas d’alternance de périodes de sécheresse et de pluie. 99,8 % de la superficie communale est en aléa moyen ou fort (44,5 % au niveau départemental et 48,5 % au niveau national). Sur les 38 bâtiments dénombrés sur la commune en 2019, 38 sont en aléa moyen ou fort, soit 100 %, à comparer aux 75 % au niveau départemental et 54 % au niveau national. Une cartographie de l'exposition du territoire national au retrait gonflement des sols argileux est disponible sur le site du BRGM,.
Par ailleurs, afin de mieux appréhender le risque d’affaissement de terrain, l'inventaire national des cavités souterraines permet de localiser celles situées sur la commune.
Concernant les mouvements de terrains, la commune a été reconnue en état de catastrophe naturelle au titre des dommages causés par la sécheresse en 1994 et 2003 et par des mouvements de terrain en 1999.

## Toponymie

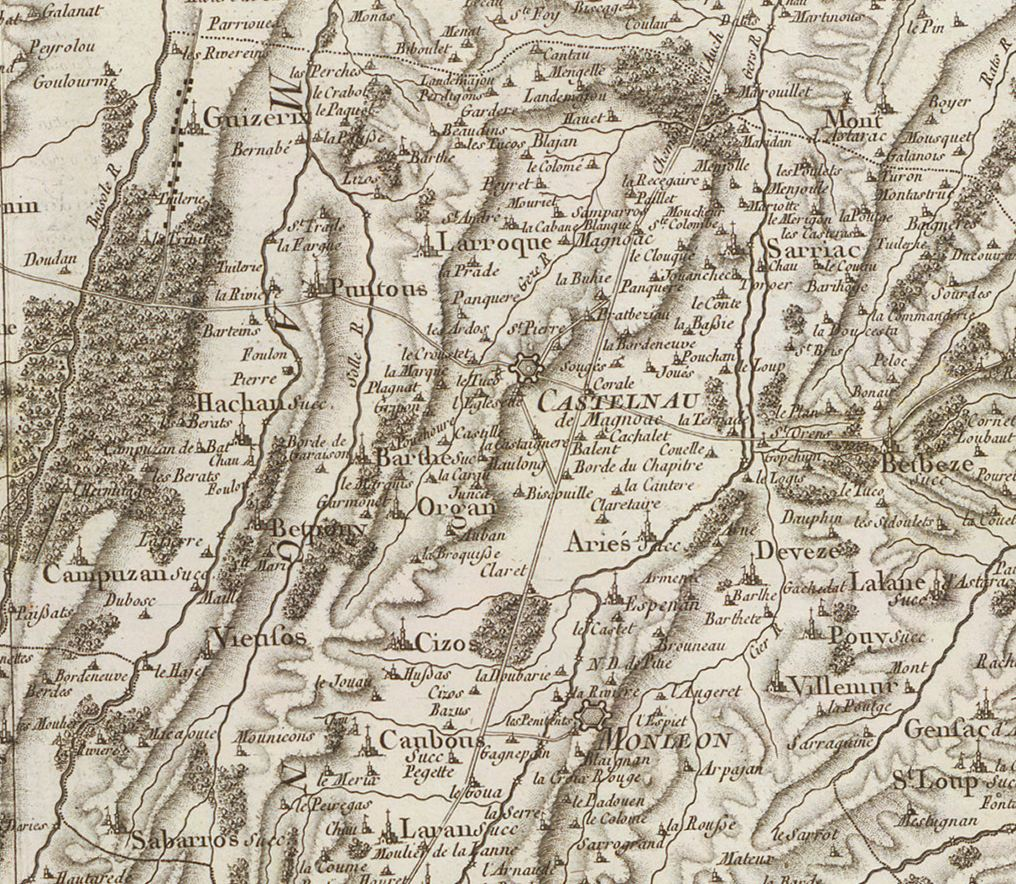
Extrait de la carte de Cassini (entre 1756 et 1789) situant Aries-Espénan au sud de Castelnau-Magnoac

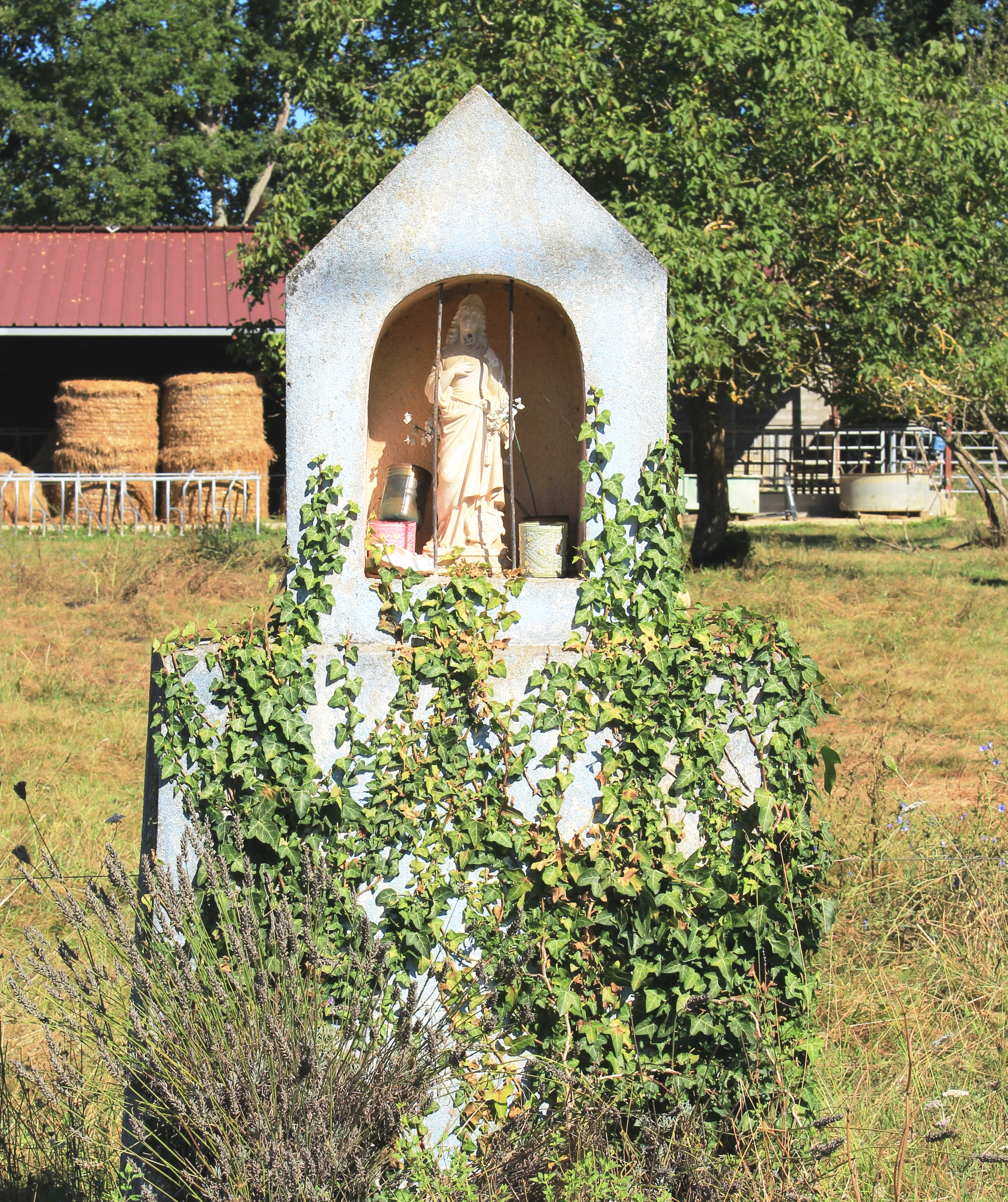
L’ oratoire.

On trouvera les principales informations dans le Dictionnaire toponymique des communes des Hautes-Pyrénées de Michel Grosclaude et Jean-François Le Nail qui rapporte les dénominations historiques du village.

### Aries
Dénominations historiques :
- Capellanus d’Aries et de Spenano, latin et gascon (1383-1384, procuration Auch) ;
- Capellanus de Aries et Spenano, latin et gascon (1405, décime Auch) ;
- de Ries, (XVe siècle, Taxes Auch).

Nom occitan : Ariés.

### Espénan
Dénominations historiques :
- Capellanus d’Aries et de Spenano, latin et gascon (1383-1384, procuration Auch) ;
- Capellanus de Aries et Spenano, latin et gascon (1405, décime Auch) ;
- de Spanhano, latin (XVe siècle, taxes Auch) ;
- Espenan, (fin XVIIIe siècle, carte de Cassini).

Étymologie : nom de domaine antique, peut-être du nom de personnage Hispanius et suffixe anum.

## Histoire

### Cadastre napoléonien d'Aries-Espénan
- Le plan cadastral napoléonien d'Aries est consultable sur le site des Archives départementales des Hautes-Pyrénées[30].
- Le plan cadastral napoléonien d'Espénan est consultable sur le site des Archives départementales des Hautes-Pyrénées[31].

## Politique et administration

### Liste des maires
| Période                                  | Période  | Identité        | Étiquette | Qualité |
| ---------------------------------------- | -------- | --------------- | --------- | ------- |
| Les données manquantes sont à compléter. |          |                 |           |         |
|                                          |          |                 |           |         |
| mars 2001                                | en cours | Isabelle Gandit |           |         |

### Rattachements administratifs et électoraux

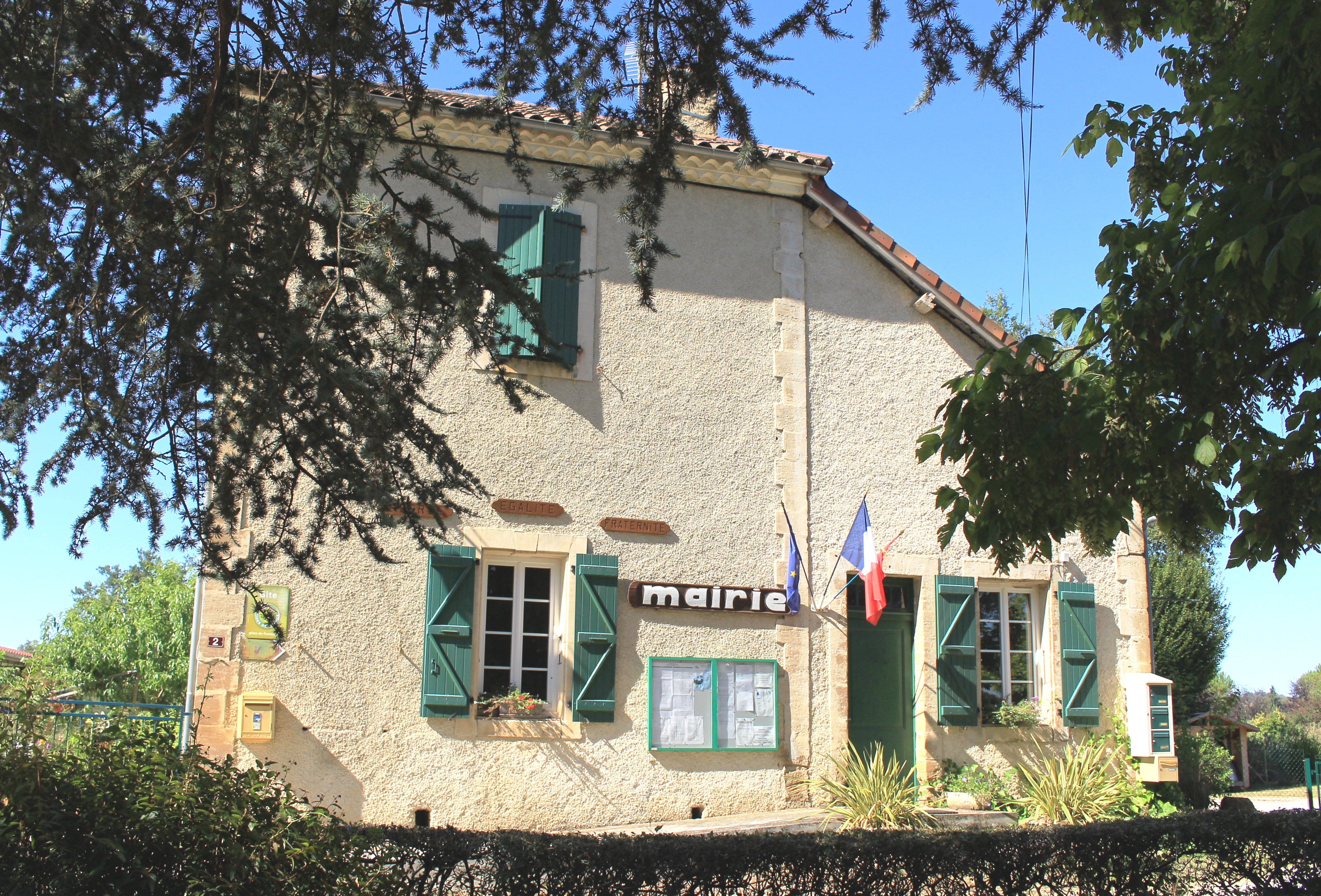
La mairie en 2020.

#### Historique administratif
Sénéchaussée d'Auch, Pays des Quatre-Vallées, vallée de Magnoac, canton de Castelnau-Magnoac (depuis 1790). Ariès et Espenan tous deux communes, sont réunies en 1858.

#### Intercommunalité
Aries-Espénan appartient à la communauté de communes du Pays de Trie et du Magnoac créée en janvier 2017 et qui réunit 50 communes.
La commune est également membre du SIVOM de Saint-Gaudens Montréjeau Aspet Magnoac.

## Population et société

### Démographie

#### Évolution démographique

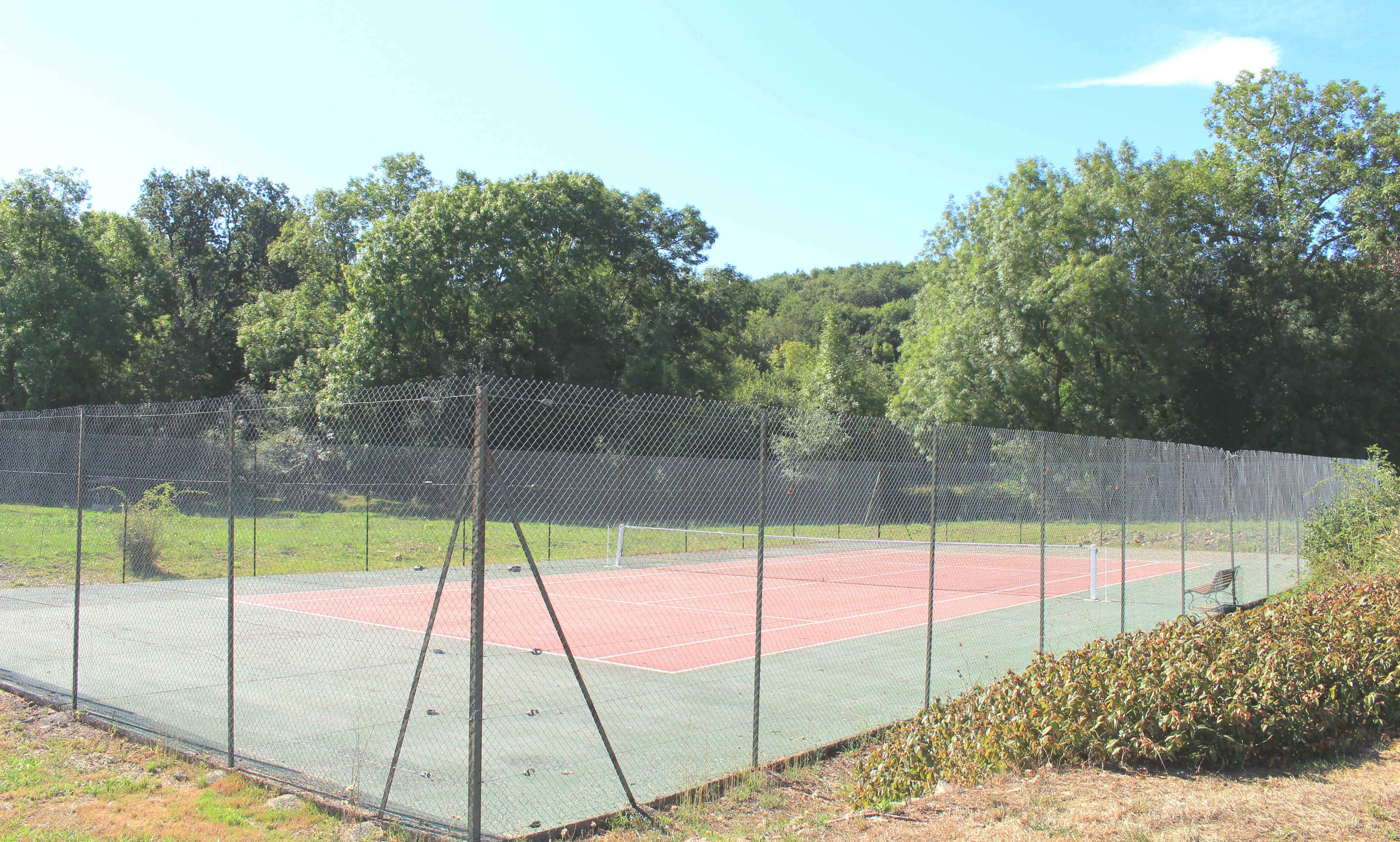
Court de tennis en 2020

| 1793 | 1800 | 1806 | 1821 | 1831 | 1836 | 1841 | 1846 | 1851 |
| ---- | ---- | ---- | ---- | ---- | ---- | ---- | ---- | ---- |
| 111  | 95   | 117  | 91   | 109  | 122  | 125  | 143  | 143  |

| 1856 | 1861 | 1866 | 1872 | 1876 | 1881 | 1886 | 1891 | 1896 |
| ---- | ---- | ---- | ---- | ---- | ---- | ---- | ---- | ---- |
| 370  | 363  | 302  | 284  | 228  | 264  | 235  | 205  | 188  |

| 1901 | 1906 | 1911 | 1921 | 1926 | 1931 | 1936 | 1946 | 1954 |
| ---- | ---- | ---- | ---- | ---- | ---- | ---- | ---- | ---- |
| 200  | 185  | 178  | 154  | 139  | 143  | 132  | 124  | 108  |

| 1962 | 1968 | 1975 | 1982 | 1990 | 1999 | 2006 | 2007 | 2012 |
| ---- | ---- | ---- | ---- | ---- | ---- | ---- | ---- | ---- |
| 84   | 83   | 80   | 75   | 72   | 63   | 66   | 66   | 62   |

| 2017 | 2022 | - | - | - | - | - | - | - |
| ---- | ---- | - | - | - | - | - | - | - |
| 71   | 86   | - | - | - | - | - | - | - |

### Enseignement
La commune dépend de l'académie de Toulouse. Elle ne dispose plus d'école en 2016.

## Économie

### Emploi
| Division       | 2008  | 2013  | 2018  |
| -------------- | ----- | ----- | ----- |
| Commune        | 2,7 % | 3,2 % | 5,4 % |
| Département    | 7,7 % | 9,4 % | 9,8 % |
| France entière | 8,3 % | 10 %  | 10 %  |

En 2018, la population âgée de 15 à 64 ans s'élève à 38 personnes, parmi lesquelles on compte 75,7 % d'actifs (70,3 % ayant un emploi et 5,4 % de chômeurs) et 24,3 % d'inactifs,. Depuis 2008, le taux de chômage communal (au sens du recensement) des 15-64 ans est inférieur à celui de la France et du département.
La commune est hors attraction des villes,. Elle compte 9 emplois en 2018, contre 6 en 2013 et 11 en 2008. Le nombre d'actifs ayant un emploi résidant dans la commune est de 27, soit un indicateur de concentration d'emploi de 34,8 % et un taux d'activité parmi les 15 ans ou plus de 50 %.
Sur ces 27 actifs de 15 ans ou plus ayant un emploi, 8 travaillent dans la commune, soit 31 % des habitants. Pour se rendre au travail, 80,8 % des habitants utilisent un véhicule personnel ou de fonction à quatre roues, 7,7 % s'y rendent en deux-roues, à vélo ou à pied et 11,5 % n'ont pas besoin de transport (travail au domicile).

## Culture locale et patrimoine

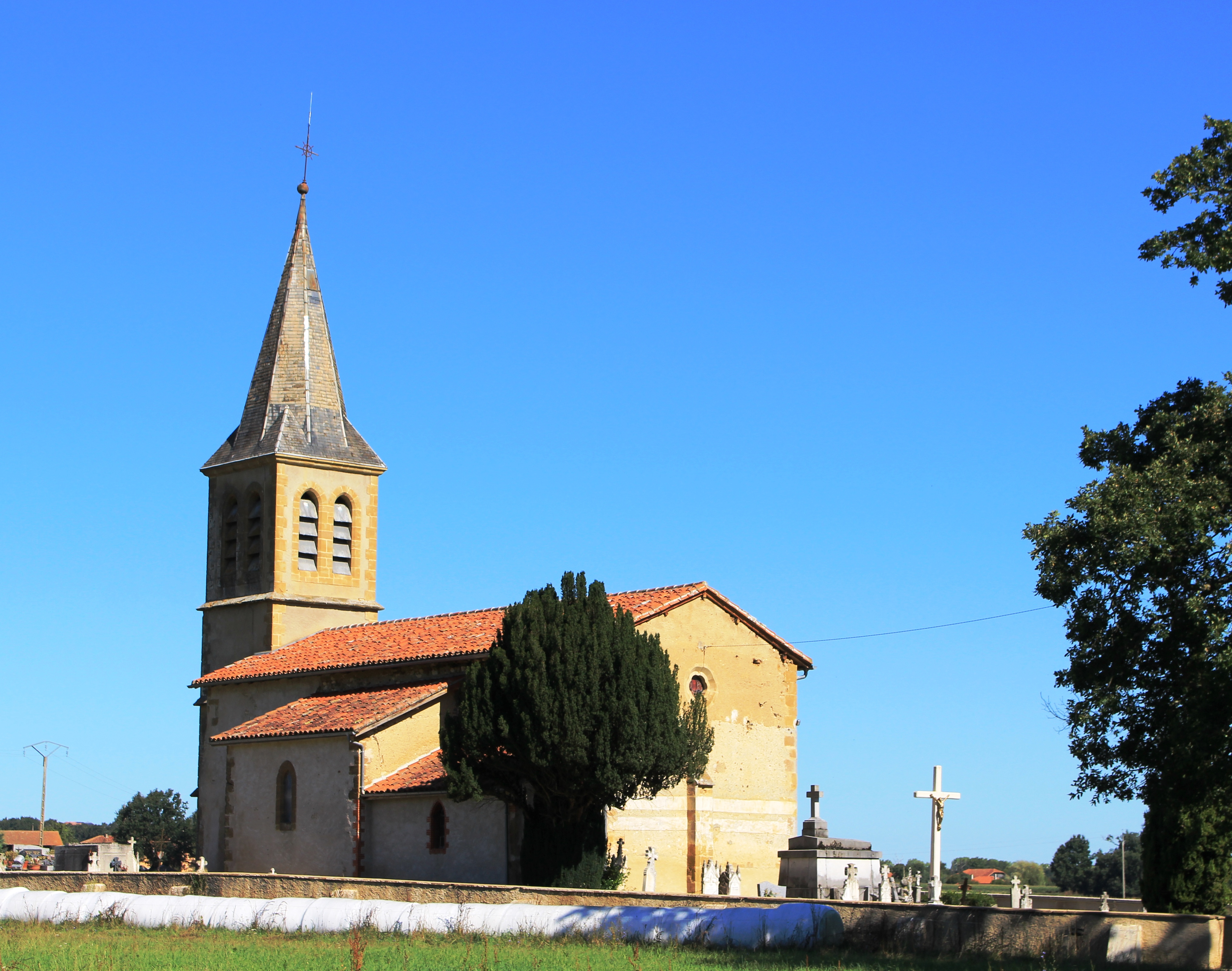
L'église de l’Assomption d'Aries en 2020.

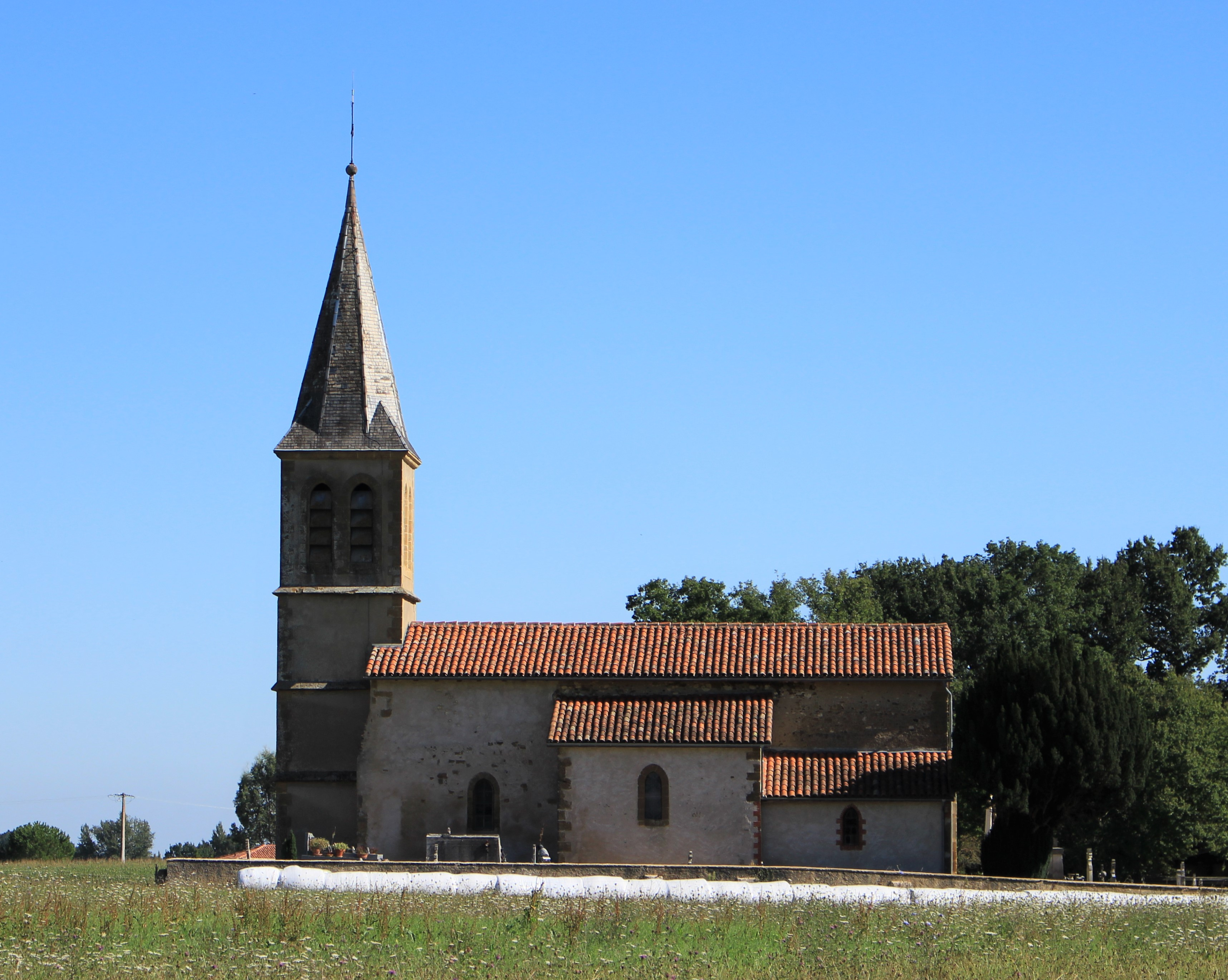
L'église de l’Assomption d'Aries en 2020.

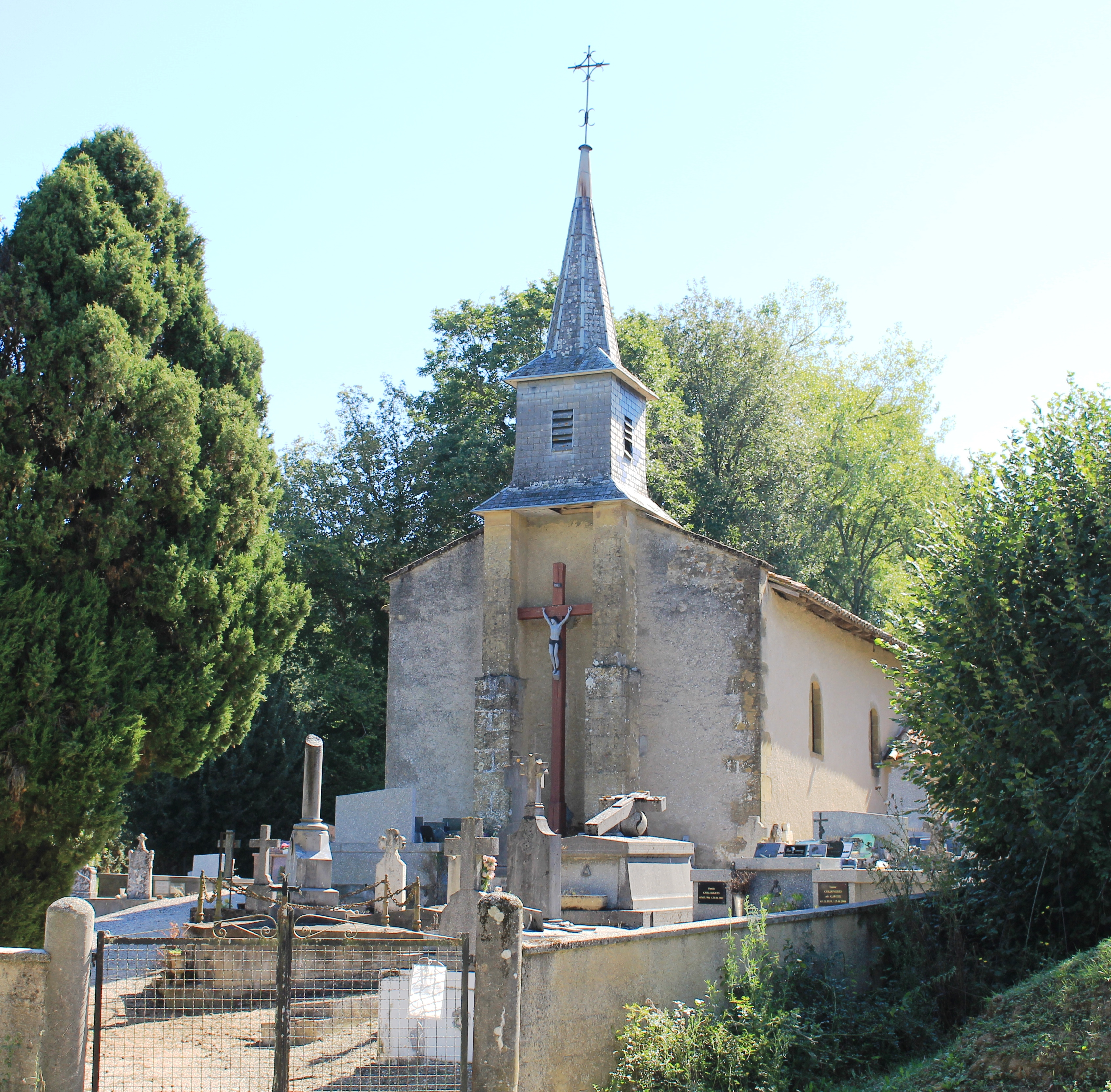
L'église Saint-Laurent d'Espénan en 2020.

### Lieux et monuments

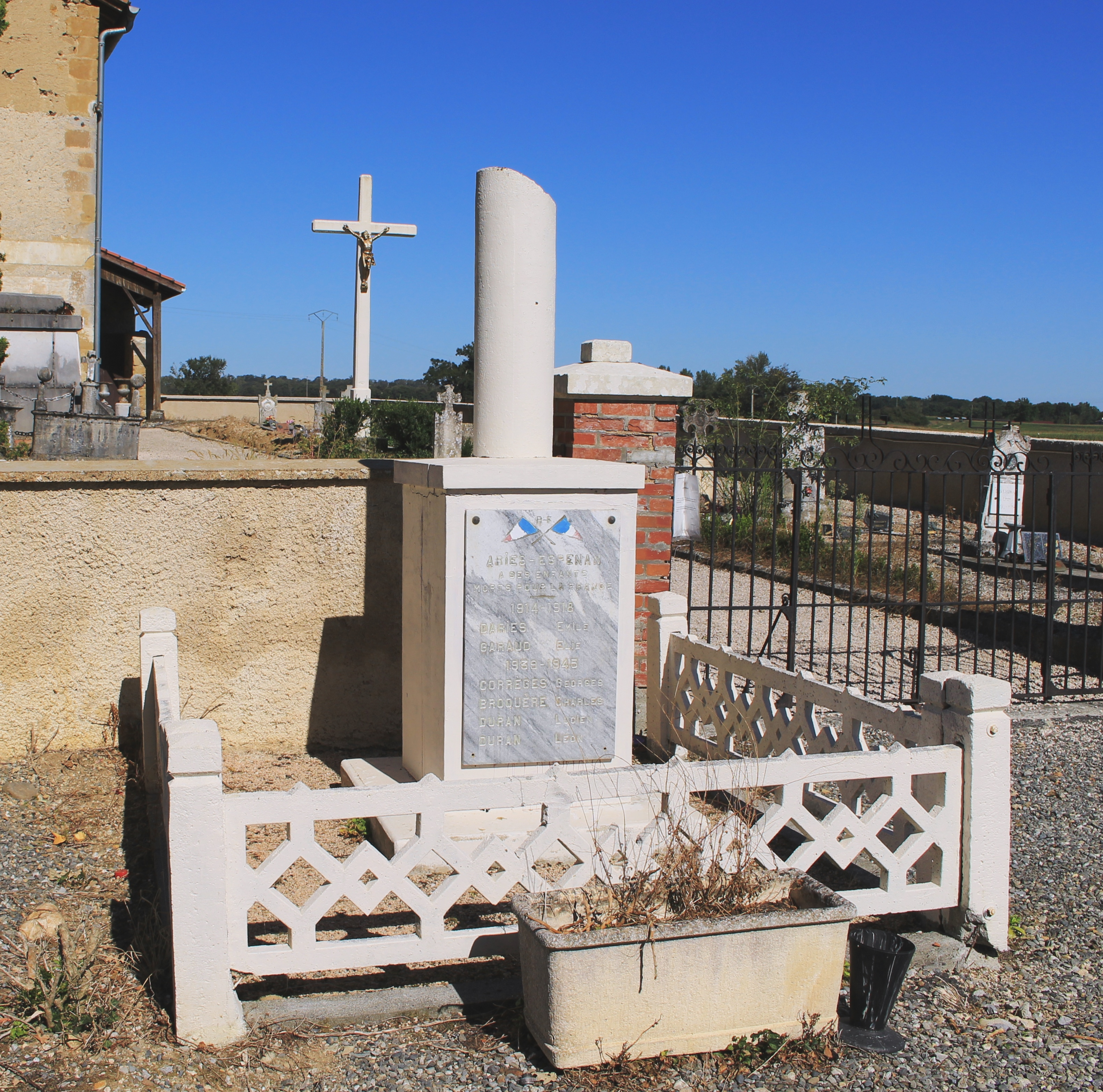
Le monument aux morts municipal.

- Église de l’Assomption d'Aries.
- Église Saint-Laurent d'Espénan.

### Personnalités liées à la commune
- Roger de Bossost, comte d'Espenan, qui commanda l'infanterie royale lors de la bataille de Rocroi (1643).